# Amata d'Assisi
Amata Fiumi, o da Corano, nota come beata Amata d'Assisi (Assisi, circa 1200 – Assisi, 1254), è stata una religiosa italiana.

## Biografia e culto
Di nobili origini, è stata una suora appartenente alle Clarisse (O.S.C.) cui appartenne dal 1252.
Era sorella di Balbina da Assisi e nipote di santa Chiara d'Assisi.
È riconosciuta beata nella Chiesa cattolica, che la festeggia il 20 febbraio di ogni anno.
I resti della beata Amata riposano vicino ai corpi delle parenti e sante Ortolana, Chiara, Agnese, Beatrice nella chiesa di Santa Chiara ad Assisi. 